# Day of the Dead 2: Contagium
Day of the Dead 2: Contagium es una película de 2005 de terror escrita por Ana Clavell y dirigida por James Clavell y Dudelson, protagonizada por Justin Ipock, Laurie Maria Baranyay y John F. Henry III. Se trata de una secuela no oficial de Day of the Dead de 1985. La película fue estrenada directo-a-video el 18 de octubre de 2005 en los Estados Unidos.

## Argumento
En 1968, un hombre infectado de Rusia, Rubinsky (Simon Burzynski), está siendo operado en un hospital militar, cuando los soldados llegan y empiezan a disparar a todos los que están en el edificio. Uno de los estudiantes del hospital, DeLuca, roba un extraño vial, metiéndolo en su termo. Más tarde es asesinado por los soldados en su intento de escapar por el bosque, cayéndose el termo. Los soldados en el hospital siguen matando a cualquiera que haya estado en contacto con el hombre infectado. Los zombis matan a tres de los soldados y varios enfermeros del hospital. El resto de los zombis son aniquilados cuando un C4 es detonado por francotiradores fuera del hospital.
Treinta y siete años después, en 2005, un grupo de pacientes en el mismo hospital de 1968, encuentran el extraño termo enterrado en el patio.

## Reparto
- Justin Ipock como Isaac
- Laurie Maria Baranyay como Emma.
- John F. Henry III como Jackie.
- Julian Thomas como Sam.
- Stephan Wolfert como Doctor Donwynn.
- Steve Colosi como Boris.
- Samantha Clarke como Ava Flories.
- April Wade como Patty.
- Joe C. Marino como Marshall.
- Jackeline Olivier como Vicky.
- Andreas van Ray como Doctor Heller.
- Kevin Wetmore, Jr. como Jerry.
- Russ Kingston como El infectado.
- Simon Burzynski como Rubinsky.
- Mike Dalager como Derber.
- Christopher Estes como Charlie.
- Rebuka Hoye como Linda.

## Recepción
La película recibió críticas negativas. Un factor se deriva al título, como la trama de la película y su descripción de los zombis están en contradicción con los del original en Day of Dead y las películas de muertos vivientes de Romero en conjunto. Fuertes críticas también se han dirigido hacia la actuación, efectos especiales y el guion de la película.